# Kabupaten Rokan Hilir
Kabupaten Rokan Hilir (engelska: Rokan Hilir Regency) är ett kabupaten i Indonesien.   Det ligger i provinsen Kepulauan Riau, i den västra delen av landet, 1 100 km nordväst om huvudstaden Jakarta. Antalet invånare är 558 829.